# ソンハー
ソンハーは、アンコールタイガーFCの公式マスコットキャラクター。モチーフは虎。

## 概要
ソンハーとはカンボジアの公用語であるクメール語で「ハンサム」を意味する。体色はチームカラーと同じオレンジ色がベース。右目は赤く左目は青いのが特徴。上半身にはユニフォームを纏っていないが、12番のナンバーが入ったハーフパンツを穿いている。尾はハーフパンツの上からウエストに巻き付けられている。

## 誕生の経緯
消滅の危機に陥ったカンボジアンタイガーFCから愛媛FCの非公認キャラクターである一平くんに公式マスコット就任のオファーが来たことをきっかけに、両者の交流が始まる。その後、クラブは存続が決まったが、チームにマスコットがいないことを一平くんが憂慮し、一平くんがクラウドファンディングを利用して呼びかけを行った結果、目標額80万円に対して145万円以上が集まり、誕生。公式発表の場にはソンハーと同じオレンジ色の虎柄になった一平くんも駆けつけた。